# Charlatan
Charlatan (franska, av italienska ciarlare, "prata, sladdra") är en person, som för egen fördels skull utger sig för att vara något som denne inte är. 
Charlataner försöker bedra andra genom att tillägna sig själv, sitt arbete, sin egendom och så vidare högre värde än de äger. Närliggande begrepp är bedragare, kvacksalvare, marktschreier, kannstöpare och pratmakare.
När Collegium medicum instiftades år 1663 angavs att kollegiet skulle arbeta mot charlataner inom läkekonsten.